# Lin-Manuel Miranda
Lin-Manuel Miranda (/lɪn mænˈwɛl məˈrændə/; sinh ngày 16 tháng 1 năm 1980) là một nam nhạc sĩ, nhà soạn nhạc, nhà viết kịch, nhà sản xuất điện ảnh kiêm diễn viên người Mỹ gốc Puerto Rico. Anh được nhiều người biết đến với việc sáng tác và đóng vai chính trong vở nhạc kịch In the Heights và Hamilton. Ngoài ra anh còn viết một số lời bài hát cho nhạc phim Walt Disney Animation Studios' Moana. Các giải thưởng của Miranda bao gồm một giải Pulitzer, ba giải Grammy, giải Emmy, MacArthur Fellowship, ba giải Tony và một ngôi sao trên Đại lộ danh vọng Hollywood. Miranda đã được trao tặng danh hiệu Kennedy Center Honor năm 2018.
Miranda đã viết nhạc và lời cho vở nhạc kịch In the Heights, được công chiếu trên sân khấu Broadway vào năm 2008. Với tác phẩm này, anh đã giành giải Tony 2008 cho Âm nhạc xuất sắc nhất, album của chương trình đã giành giải Grammy 2009 cho Album Nhạc kịch hay nhất và chương trình đã giành giải Tony cho Nhạc kịch hay nhất. Miranda cũng được đề cử giải Tony cho Nam diễn viên xuất sắc nhất trong một vở nhạc kịch vì vai diễn trong vai chính của chương trình. Miranda đã chuẩn bị các bản dịch tiếng Tây Ban Nha được sử dụng trong sản phẩm của West Side Story năm 2009 và là nhà đồng sáng tác và viết lời cho ca khúc mang nó: The Musical, được phát trên sân khấu Broadway vào năm 2012. Tác phẩm truyền hình của anh bao gồm các vai diễn định kỳ trong The Electric Company (2009–2010) và Do No Harm (2013). Anh dẫn chương trình Saturday Night Live. Anh dẫn chương trình Saturday Night Live lần đầu tiên vào năm 2016 và nhận được Đề cử giải Emmy cho diễn xuất. Trong số các tác phẩm điện ảnh khác, Miranda đóng góp âm nhạc và giọng hát cho một cảnh trong  Star Wars: The Force Awakens  (2015); đã viết nhạc và bài hát trong vở nhạc kịch hoạt hình  Moana  (2016), qua đó giành được đề cử cho Bài hát gốc hay nhất Giải thưởng học viện Quả cầu vàng cho bài hát "How Far I'll Go"; và đóng vai Jack trong phim giả tưởng âm nhạc Mary Poppins Returns  (2018), mà anh ấy đã được đề cử cho Giải Quả cầu vàng cho Nam diễn viên xuất sắc nhất - Phim điện ảnh hay hài kịch.
Miranda đã hoạt động chính trị, đáng chú ý nhất là thay mặt cho Puerto Rico. Puerto Rico. Ông đã gặp các chính trị gia vào năm 2016 để lên tiếng ủng hộ việc xóa nợ cho Puerto Rico, và gây quỹ cho các nỗ lực cứu hộ và cứu trợ thảm họa sau khi cơn bão Maria tấn công hòn đảo vào năm 2017.

## Tiểu sử
Miranda sinh ra ở Thành phố New York và lớn lên ở khu phố Inwood, là con trai của Luz Towns, một nhà tâm lý học lâm sàng, và Luis A. Miranda, Jr., một nhà tư vấn của Đảng Dân chủ đã cố vấn cho thị trưởng Thành phố New York Ed Koch. Miranda có một chị gái, Luz, là Giám đốc Tài chính của Tập đoàn MirRam. Trong thời thơ ấu và tuổi thiếu niên, ông đã dành ít nhất một tháng mỗi năm với ông bà của mình trong Vega Alta, Puerto Rico. Anh ta hầu hết là người gôsc Puerto Rico. Tổ tiên của mẹ anh bao gồm một cặp vợ chồng chủng tộc, Sophie, người da đen và David Towns, người da trắng; từ đầu những năm 1800, cặp vợ chồng này đã dành cuộc sống hôn nhân của họ để cố gắng vượt qua chế độ nô lệ khi luật pháp và chính phủ thay đổi xung quanh họ. Các chi nhánh của gia đình Towns chủ yếu kết hôn với vợ hoặc chồng người Mexico ở Texas và Mexico, và về phần mình, Miranda đã mô tả tổ tiên của mình là một phần tư người Mexico. Cái tên "Lin-Manuel" được lấy cảm hứng từ một bài thơ về Chiến tranh Việt Nam,  Nana roja para mi Hijo Lin Manuel , của nhà văn người Puerto Rico. José Manuel Torres Santiago.

## Danh sách phim

### Truyền hình
2018-21 DuckTales Gimzoduck/Sheriff Marshall Cabrera Giọng nói; 11 tập